# شهرداری کوکنس
شهرداری کوکنس (به لاتین: Koknese Municipality) یک شهرداری در لتونی است. شهرداری کوکنس ۶٬۰۹۱ نفر جمعیت دارد.